# Surfin' USA
Surfin' USA är ett musikalbum utgivet den 27 mars 1963 av The Beach Boys. Surfin' USA var gruppens andra LP, och den är producerad av Brian Wilson med pappa Murry Wilson som stöd. På skivan står den från skivbolaget Capitol ansvarige, Nick Venet, angiven som producent, men det är fel[källa behövs].
Albumet nådde Billboard-listans andraplats.
| Föregående: Surfin' Safari | The Beach Boys album | Nästa: Surfer Girl |

## Låtlista
Singelplacering i Billboard inom parentes
1. Surfin' USA (C. Berry/B. Wilson) (3)
2. Farmer's Daughter (B. Wilson)
3. Misirlou (Roubanis/Wise/Leeds/Russell)
4. Stoked (Brian Wilson)
5. Lonely Sea (B. Wilson/G. Usher)
6. Shut Down (B. Wilson/R. Christian) (23)
7. Noble Surfer (B. Wilson)
8. Honky Tonk (Doggett/Scott/Butler/Sheper/Glover)
9. Lana (B. Wilson)
10. Surf Jam (C. Wilson)
11. Let's Go Trippin' (Dick Dale)
12. Finders Keepers (B. Wilson)

### Återutgivning
När skivbolaget Capitol återutgav Beach Boys-katalogen 1990 parades albumet Surfin' USA ihop med albumet Surfin' Safari på en CD. Dessutom fanns nedanstående tre bonusspår på skivan:
1. Cindy, Oh, Cindy (B. Barons/B. Long)
2. The Baker Man (B. Wilson)
3. Land Ohoy (B. Wilson)